# Il Mangiadischi
Il Mangiadischi è un programma radiofonico musicale che va in onda all’ora di pranzo su Radio Uno dal lunedì al venerdì, e celebra la cultura del disco in vinile e del cibo (da qui il gioco di parole del titolo).
Condotto da Duccio Pasqua e Marcella Sullo, tratta ogni giorno un tema che viene esplorato attraverso canzoni e messaggi degli ascoltatori: vengono dati consigli su dischi da ascoltare e abbinamenti cibo-vino, ed è condito da interviste a musicisti ed esperti di musica con esperienze gastronomiche. L'interazione con il pubblico avviene tramite sondaggi e domande in diretta.
La prima puntata è andata in onda il 12 agosto 2024, e la stagione si è conclusa il 27 settembre. La seconda edizione del programma è iniziata con la puntata di lunedì 16 giugno 2025, e la regia è passata a Filippo Mosticone.